# Albo d'oro della 2. Fußball-Bundesliga
Albo d'oro della Zweite Bundesliga dalla sua istituzione, nel 1974, ad oggi:

## Albo d'oro

### 1974-1981
| Stagione | Vincitore                            | Secondo                                          | Capocannoniere                                                                               |
| -------- | ------------------------------------ | ------------------------------------------------ | -------------------------------------------------------------------------------------------- |
| 1974-75  | Hannover 96 (N) Karlsruhe (S)        | Bayer Uerdingen (N) Pirmasens (S)                | Volker Graul, Arminia Bielefeld, 30 (N) Bernd Hoffmann, Karlsruhe, 25 (S)                    |
| 1975-76  | TeBe Berlino (N) Saarbrücken (S)     | Borussia Dortmund (N) Norimberga (S)             | Norbert Stolzenburg, TeBe Berlin, 27 (N) Karl-Heinz Granitza, SV Röchling Völklingen, 29 (S) |
| 1976-77  | St. Pauli (N) Stoccarda (S)          | Arminia Bielefeld (N) Monaco 1860 (S)            | Franz Gerber, St Pauli, 27 (N) Lothar Emmerich, Würzburger, 24 (S)                           |
| 1977-78  | Arminia Bielefeld (N) Darmstadt (S)  | Rot-Weiss Essen (N) Norimberga (S)               | Horst Hrubesch, Rot-Weiß Essen, 41 (N) Emanuel Günther, Karlsruhe, 27 (S)                    |
| 1978-79  | Bayer Leverkusen (N) Monaco 1860 (S) | Bayer Uerdingen (N) Bayreuth (S)                 | Karl-Heinz Mödrath, Fortuna Köln, 28 (N) Eduard Kirschner, SpVgg Fürth, 33 (S)               |
| 1979-80  | Arminia Bielefeld (N) Norimberga (S) | Rot-Weiss Essen (N) Karlsruhe (S)                | Christian Sackewitz, Arminia Bielefeld, 35 (N) Emanuel Günther, Karlsruhe, 29 (S)            |
| 1980-81  | Werder Brema (N) Darmstadt (S)       | Eintracht Braunschweig (N) Kickers Offenbach (S) | Frank Mill, Rot-Weiß Essen, 40 (N) Horst Neumann, Darmstadt, 27 (S)                          |

### 1981-1991
| Stagione | Vincitore          | Secondo           | terzo             | Capocannoniere                                                |
| -------- | ------------------ | ----------------- | ----------------- | ------------------------------------------------------------- |
| 1981-82  | Schalke 04         | Hertha Berlino    | Kickers Offenbach | Rudi Völler, Monaco 1860, 37                                  |
| 1982-83  | Waldhof Mannheim   | Kickers Offenbach | Bayer Uerdingen   | Dieter Schatzschneider, Fortuna Colonia, 31                   |
| 1983-84  | Karlsruhe          | Schalke 04        | Duisburg          | Emanuel Günther, Karlsruhe, 30 Roland Wohlfarth, Duisburg, 30 |
| 1984-85  | Norimberga         | Hannover 96       | Saarbrücken       | Manfred Burgsmüller, Rot-Weiß Oberhausen, 29                  |
| 1985-86  | Homburg            | Blau-Weiß Berlin  | Fortuna Colonia   | Leo Bunk, Blau-Weiß Berlin, 26                                |
| 1986-87  | Hannover 96        | Karlsruhe         | St. Pauli         | Siegfried Reich, Hannover, 26                                 |
| 1987-88  | Kickers Stoccarda  | St. Pauli         | Darmstadt         | Souleyman Sané, Friburgo, 21                                  |
| 1988-89  | Fortuna Düsseldorf | Homburg           | Saarbrücken       | Sven Demandt, Fortuna Düsseldorf, 35                          |
| 1989-90  | Hertha Berlino     | Wattenscheid 09   | Saarbrücken       | Maurice Banach, Wattenscheid, 22                              |
| 1990-91  | Schalke 04         | Duisburg          | Kickers Stoccarda | Michael Tönnies, Duisburg, 29                                 |

### 1991-1992
| Stagione | Vincitore                           | Secondo                            | Capocannoniere                                                      |
| -------- | ----------------------------------- | ---------------------------------- | ------------------------------------------------------------------- |
| 1991-92  | Bayer Uerdingen (N) Saarbrücken (S) | Oldenburg (N) Waldhof Mannheim (S) | Radek Drulák, Oldenburg, 21 (N) Michael Preetz, Saarbrücken, 17 (S) |

### 1992- presente
| Stagione | Vincitore             | Secondo                | Terzo                  | Capocannoniere |
| -------- | --------------------- | ---------------------- | ---------------------- | --- |
| 1992-93  | Friburgo              | Duisburg               | VfB Lipsia             | Siegfried Reich, Wolfsburg, 27                                                                                         |
| 1993-94  | Bochum                | Bayer Uerdingen        | Monaco 1860            | Uwe Wegmann, Bochum, 22                                                                                                |
| 1994-95  | Hansa Rostock         | St. Pauli              | Fortuna Düsseldorf     | Jürgen Rische, Lipsia, 17                                                                                              |
| 1995-96  | Bochum                | Arminia Bielefeld      | Duisburg               | Fritz Walter, Arminia Bielefeld, 21                                                                                    |
| 1996-97  | Kaiserslautern        | Wolfsburg              | Hertha Berlino         | Angelo Vier, Rot-Weiß Essen, 18                                                                                        |
| 1997-98  | Eintracht Francoforte | Friburgo               | Norimberga             | Angelo Vier, Gütersloh, 18                                                                                             |
| 1998-99  | Arminia Bielefeld     | Unterhaching           | Ulma                   | Bruno Labbadia, Arminia Bielefeld, 28                                                                                  |
| 1999-00  | Colonia               | Bochum                 | Energie Cottbus        | Tomislav Marić, Stuttgarter Kickers, 21                                                                                |
| 2000-01  | Norimberga            | Borussia M'gladbach    | St. Pauli              | Olivier Djappa, Reutlingen, 18 Artur Wichniarek, Arminia Bielefeld, 18                                                 |
| 2001-02  | Hannover 96           | Arminia Bielefeld      | Bochum                 | Artur Wichniarek, Arminia Bielefeld, 20                                                                                |
| 2002-03  | Friburgo              | Colonia                | Eintracht Francoforte  | Andrij Voronin, Magonza, 20                                                                                            |
| 2003-04  | Norimberga            | Arminia Bielefeld      | Magonza                | Francisco Copado, SpVgg Unterhaching, 18 Marek Mintál, Norimberga, 18                                                  |
| 2004-05  | Colonia               | Duisburg               | Eintracht Francoforte  | Lukas Podolski, Colonia, 24                                                                                            |
| 2005-06  | Bochum                | Alemannia Aquisgrana   | Energie Cottbus        | Christian Eigler, Greuther Fürth, 18                                                                                   |
| 2006-07  | Karlsruhe             | Hansa Rostock          | Duisburg               | Giovanni Federico, Karlsruhe, 19                                                                                       |
| 2007-08  | Borussia M'gladbach   | Hoffenheim             | Colonia                | Milivoje Novakovič, Colonia, 20                                                                                        |
| 2008-09  | Friburgo              | Magonza                | Norimberga             | Benjamin Auer, Alemannia Aachen, 16 Cédric Makiadi, Duisburg, 16 Marek Mintál, Norimberga, 16                          |
| 2009-10  | Kaiserslautern        | St. Pauli              | Augusta                | Michael Thurk, Augusta, 23                                                                                             |
| 2010-11  | Hertha Berlino        | Augusta                | Bochum                 | Nils Petersen, Energie Cottbus, 25                                                                                     |
| 2011-12  | Greuther Fürth        | Eintracht Francoforte  | Fortuna Düsseldorf     | Alexander Meier, Eintracht Francoforte, 17 Olivier Occéan, Greuther Fürth, 17 Nick Proschwitz, Paderborn, 17           |
| 2012-13  | Hertha Berlino        | Eintracht Braunschweig | Kaiserslautern         | Dominick Kumbela, Eintr. Braunschweig, 19                                                                              |
| 2013-14  | Colonia               | Paderborn              | Greuther Fürth         | Mahir Sağlık, Paderborn, 15 Jakub Sylvestr, Erzgebirge Aue, 15                                                         |
| 2014-15  | Ingolstadt 04         | Darmstadt              | Karlsruhe              | Rouwen Hennings, Karlsruhe, 17                                                                                         |
| 2015-16  | Friburgo              | RB Lipsia              | Norimberga             | Simon Terodde, Bochum, 25                                                                                              |
| 2016-17  | Stoccarda             | Hannover 96            | Eintracht Braunschweig | Simon Terodde, Stoccarda, 25                                                                                           |
| 2017-18  | Fortuna Düsseldorf    | Norimberga             | Holstein Kiel          | Marvin Ducksch, Holstein Kiel, 18                                                                                      |
| 2018-19  | Colonia               | Paderborn              | Union Berlino          | Simon Terodde, Colonia, 29                                                                                             |
| 2019-20  | Arminia Bielefeld     | Stoccarda              | Heidenheim             | Fabian Klos, Arminia Bielefeld, 21                                                                                     |
| 2020-21  | Bochum                | Greuther Fürth         | Holstein Kiel          | Serdar Dursun, Darmstadt, 27                                                                                           |
| 2021-22  | Schalke 04            | Werder Brema           | Amburgo                | Simon Terodde, Schalke 04, 30                                                                                          |
| 2022-23  | Heidenheim            | Darmstadt              | Amburgo                | Tim Kleindienst, Heidenheim, 25                                                                                        |
| 2023-24  | St. Pauli             | Holstein Kiel          | Fortuna Düsseldorf     | Simon Terodde, Amburgo, 22, Schalke 04, 22 Haris Tabaković, Hertha Berlino, 22 Christos Tzolis, Fortuna Düsseldorf, 22 |

In grassetto le squadre promosse al termine della stagione in Bundesliga

## Vittorie
| Pos. | Squadra               | Titoli |
| ---- | --------------------- | ------ |
| 1    | Arminia Bielefeld     | 4      |
| 1    | Colonia               | 4      |
| 1    | Friburgo              | 4      |
| 1    | Norimberga            | 4      |
| 4    | Bochum                | 3      |
| 4    | Hannover 96           | 3      |
| 4    | Hertha Berlino        | 3      |
| 4    | Karlsruhe             | 3      |
| 9    | Darmstadt             | 2      |
| 9    | Fortuna Düsseldorf    | 2      |
| 9    | Kaiserslautern        | 2      |
| 9    | Saarbrücken           | 2      |
| 9    | Schalke 04            | 2      |
| 9    | St. Pauli             | 2      |
| 9    | Stoccarda             | 2      |
| 14   | Bayer Leverkusen      | 1      |
| 14   | Bayer Uerdingen       | 1      |
| 14   | Borussia M'gladbach   | 1      |
| 14   | Eintracht Francoforte | 1      |
| 14   | Greuther Fürth        | 1      |
| 14   | Hansa Rostock         | 1      |
| 14   | Heidenheim            | 1      |
| 14   | Homburg               | 1      |
| 14   | Ingolstadt 04         | 1      |
| 14   | Kickers Stoccarda     | 1      |
| 14   | Monaco 1860           | 1      |
| 14   | TeBe Berlino          | 1      |
| 14   | Waldhof Mannheim      | 1      |
| 14   | Werder Brema          | 1      |